# Liste der Baudenkmäler in Sendling-Westpark
Auf dieser Seite sind die Baudenkmäler im Münchner Stadtteil Sendling-Westpark im gleichnamigen Stadtbezirk 7 aufgelistet. Zu diesen Baudenkmälern gibt es auch eine Bildersammlung und ein Fotoalbum mit ausgewählten Bildern.
Diese Liste ist Teil der Liste der Baudenkmäler in München. Grundlage ist die Bayerische Denkmalliste, die auf Basis des bayerischen Denkmalschutzgesetzes vom 1. Oktober 1973 erstmals erstellt wurde und seither durch das Bayerische Landesamt für Denkmalpflege geführt und aktualisiert wird. Die folgenden Angaben ersetzen nicht die rechtsverbindliche Auskunft der Denkmalschutzbehörde.

## Ensembles
- Die Kriegersiedlung in Mittersendling ist als sozialgeschichtliches und städtebauliches Dokument einer Baumaßnahme, die ausdrücklich auf die Belange von Kriegsbeschädigten nach dem Ersten Weltkrieg ausgerichtet worden ist, ein Ensemble. Die Kleinsiedlung, deren niedrige vorstädtische Bebauung eingebettet ist zwischen einen breiteren Streifen Nutzgärten und einen schmalen Streifen Vorgärten, entstand in den 1920er Jahren entlang einer Privatstraße, die die Albert-Roßhaupter-Straße mit der Johann-Clanze-Straße verbindet: Diese städtebauliche Sondersituation ist bis in die Gegenwart anschaulich. Als Träger der Gesamtanlage fungierte die Bau- und Kleinsiedlungsgenossenschaft des Kriegsbeschädigtenvereins München; mit der Planung wurde 1919/20 begonnen. In symmetrischer Bebauung des geraden Straßenzugs entstand bis 1927 für etwa 100 Haushaltungen Einfamilienhäuser in Reihen- bzw. Gruppenbauweise sowie zwei Wohnblocks als Kopfbauten an der Albert-Roßhaupter-Straße. (E-1-62-000-72)

## Einzelbauwerke
| Lage | Objekt                                                                                          | Beschreibung | Akten-Nr.        | Bild                      |
| --- | ----------------------------------------------------------------------------------------------- | --- | ---------------- | ------------------------- |
| Albert-Roßhaupter-Straße 46 (Standort) | Mietshaus                                                                                       | Neurenaissance, 1879 von Josef Kroneder. | D-1-62-000-150   | weitere Bilder            |
| Cimbernstraße 11–65(ungerade); Einhornallee 6–60; Elmauer Straße 8/10/12; Fürstenrieder Straße 333/335/337; Holsteiner Straße 2/4/6; Innerkoflerstraße 36/38/40; Markomannenstraße 36/38/40 (Standort) | Großwohnanlage Oberlandsiedlung                                                                 | 1938 von Franz Ruf, Sepp Ruf und Hans Holzbauer geplant, ausgeführt 1941/42, bald darauf durch Kriegsereignisse beschädigt, jedoch wiederhergestellt. Die Großwohnanlage sollte nicht nur der Wohnraumbeschaffung dienen, sondern auch den Stadtzugang über die Olympiastraße gestalten, weshalb ein monumentalischer Charakter der Planung vorgegeben war; eine gegenüberliegend entsprechende Anlage wurde nicht mehr ausgeführt. | D-1-62-000-1444  | weitere Bilder            |
| Ettalstraße 3 (Standort) | Evangelisch-lutherische Gethsemanekirche                                                        | Gemeindezentrum in Ecklage zur Wessobrunner Straße hin; mit geböschtem Scheibenturm an der Ettalstraße und nach Süden angebautem Pfarrhaus 1957/58 als einheitlicher Gruppenbau in Sichtziegelmauerwerk von Gustav Gsaenger errichtet; sich zum Altar hin verjüngender, trapezoidförmiger, zweischiffiger Raum mit mittlerer Säulenstellung und Lamellenfenstern; Haupteingang durch vorgezogenes Holzdach betont; mit Ausstattung; Einbau eines Gemeindesaals und einer neuen Orgelempore 1994/95 durch Eberhard Wimmer. | D-1-62-000-7922  | weitere Bilder            |
| Fernpaßstraße 41 (Standort) | Ehemalige Volksschule an der Hinterbärenbadstraße                                               | Jetzt Hauptschule, langgestrecktes zweigeschossiges Hauptgebäude über leicht S-förmig geschwungenem Grundriss, verputzter Mauerwerksbau mit flach geneigtem, vorkragendem Pultdach, Scheibenuhrturm und Lamellenfenstern; niedriger Verbindungstrakt zur Turnhalle im Norden; 1957 bis 1959 von Gustav Gsaenger zusammen mit dem Hochbaureferat der Stadt München errichtet; mit Bärenbrunnen, Muschelkalk, von Heinrich Faltermeier, 1959; im Schulhof. | D-1-62-000-7944  | weitere Bilder            |
| Fuggerstraße 1 (Standort) | Mietshaus                                                                                       | viergeschossiger Mansardwalmdachbau in Ecklage, mit Flacherker, Zwerchhauserker und Balkonen, im Reformstil, von Wilhelm Borchert, 1915–1918 | D-1-62-000-1995  | weitere Bilder            |
| Fuggerstraße 2 (Standort) | Mietshaus                                                                                       | fünfgeschossiger Walmdachbau in Ecklage, mit Flacherkern, polygonalem Eckerker und Putzgliederung, um 1910, vereinfachende Instandsetzung und Ausbau, nach 1945 | D-1-62-000-1996  | weitere Bilder            |
| Fürstenrieder Straße 159/159a (Standort) | Schulanlage Neufriedenheim                                                                      | Bestehend aus drei Teilen in einer weitläufigen, teils waldartigen Grünanlage: ehemalige Ludwigs-Oberrealschule, jetzt Erasmus-Grasser-Gymnasium, zweigeschossiger, flachgedeckter Sichtziegelbau mit zwei Innenhöfen und jeweils zwei einhüftigen Trakten sowie diese verbindenden Zwischenbauten mit Pausenhalle und zwei Turnhallen, davon eine mit Faltdach, vorgesetzt aufgeständerter Musikpavillon mit Faltdach, von Fred Angerer, 1957–59; Ludwigs-Gymnasium, dreigeschossiger, flachgedeckter Sichtziegelbau mit großem Innenhof und offener und beidseitig verglaster Pausenhalle, von Adolf und Helga Schnierle, 1957–59; Turn- und Schwimmhallenbau, zweigeschossiger Sichtziegelbau mit Faltdächern, von Adolf und Helga Schnierle, 1957–59; Fischbrunnen im Innenhof des Ludwigsgymnasiums, von Joachim Berthold, 1958. | D-1-62-000-9022  | weitere Bilder            |
| Fürstenrieder Straße 255 (Standort) | Wohn- und Geschäftshaus                                                                         | in Ecklage, mit Treppengiebel, Erker, bezeichnet 1930, von J. Wymer | D-1-62-000-1965  | weitere Bilder            |
| Fürstenrieder Straße 257 (Standort) | Kleines Wohn- und Geschäftshaus                                                                 | antikisierend, mit eingestellten dorischen Säulen, 1927 von Wilhelm Born | D-1-62-000-1966  | weitere Bilder            |
| Fürstenrieder Straße 277 (Standort) | Gaststätte Locanda Busento (ehemals Gaststätte Waldfrieden)                                     | Säulenarkaden im Erdgeschoss, Eckerker, 1909 von Alois Ansprenger. | D-1-62-000-1967  | weitere Bilder            |
| Hansastraße 21 (Standort) | Sander-Villa                                                                                    | Stattlicher Satteldachbau mit Firstwälmchen und Toreinfahrt mit Nebengebäude, Jugendstil, um 1910, heute Museum und Konferenzzentrum des ADAC. | D-1-62-000-2392  | weitere Bilder            |
| Hansastraße 39/41 (Standort) | Ehemaliges Betriebsgebäude der Bauunternehmung Leonhard Moll; heute Teil des Feierwerk-Geländes | 1924 als symmetrische Anlage aus höheren Pavillon- und niedrigen Flügelbauten für den Lagerplatz an der Hansastraße errichtet; Nr. 39 Bürogebäude, nach Nordwesten mit Magazin und Montagehalle; Nr. 41 Pförtnergebäude und Kantine, nach Südosten mit Abbindehalle und Transformatorenstation (Flügel vereinfachter Wiederaufbau). | D-1-62-000-7837  | weitere Bilder            |
| Hansastraße 44 (Standort) | Villa Flora                                                                                     | zweigeschossiges, flaches Walmdachhaus, 1874 von Josef Wolf | D-1-62-000-2393  | Villa Flora               |
| Heckenstallerstraße 104; Konrad-Celtis-Straße 71 (Standort) | Katholische Pfarrkirche St. Thomas Morus                                                        | Betonskelettbau mit Klinkerausfachung über glockenförmigem Grundriss, mit zum Altarraum aufsteigendem Dach, seitlich angeschlossener Werktagskapelle und raumhohem Glasgemälde an der Zugangsseite; mit Ausstattung; Campanile, sechsgeschossiger Betonskelettbau mit Klinker-ausfachung; Pfarrhaus und -heim, zweigeschossiger Walmdachbau mit Klinkerfassaden; von Karl Jantsch, 1965/66. | D-1-62-000-8678  | weitere Bilder            |
| Kuhfluchtstraße 4 (Standort) | Bungalow                                                                                        | erdgeschossiger Flachdachbau, zum Garten und Innenhof großzügig und raumhoch befenstert, von Sepp Pogadl, 1964/65; mit Ausstattung | D-1-62-000-10324 | Bungalow                  |
| Luise-Kiesselbach-Platz 2 (Standort) | Städtisches Altenheim St. Josef                                                                 | stattliche, barockisierende Anlage mit Mansarddach sowie statuenbekrönten Vorhallen, in der Mitte Anstaltskirche mit zwei Türmen, 1925–1927 von Hans Grässel; mit Ausstattung | D-1-62-000-4130  | weitere Bilder            |
| Martin-Behaim-Straße 1a (Standort) | Ehemaliges Bahnwärterhaus                                                                       | um 1860, zweigeschossiger Bau mit Zeltdach, Obergeschoss verschalt | D-1-62-000-4352  | Ehemaliges Bahnwärterhaus |
| Scharnitzstraße 2 (Standort) | Pfarrhaus St. Heinrich                                                                          | Satteldachbau, 1935 von Hans Döllgast. Zur Kirche siehe Weilheimer Straße 6. ehemals unter der Nummer D-1-62-000-8044 separat aufgeführt | D-1-62-000-8043  | weitere Bilder            |
| Waldfriedhofstraße 200 (Standort) | Ehemaliges Trambahngebäude                                                                      | verputzter erdgeschossiger Pavillonbau mit sehr flachem weit überstehendem Walmdach, offenen Warteräumen mit Stützen, Läden, Bedürfnisanstalt und Bedienstetenräumen, vom Stadtbauamt Hochbau 2, 1950 | D-1-62-000-11115 | weitere Bilder            |
| Weilheimer Straße 6 (Standort) | Pfarrkirche St. Heinrich                                                                        | schlichter Satteldachbau mit Dachreiter, 1934–1935 von Hans Döllgast, nach teilweiser Kriegszerstörung 1949–1951 vom gleichen Architekten wieder instand gesetzt; mit Scharnitzstraße 2 (Pfarrhaus), siehe dort | D-1-62-000-8043  | weitere Bilder            |
| Wessobrunner Straße 5 (Standort) | Wohnhaus                                                                                        | zweigeschossiger Walmdachbau mit Wintergarten, Garage und teilweise gedeckter Terrasse, von Ludwig Sattich, 1936 | D-1-62-000-11045 | Wohnhaus                  |